# Idriz Batha
Idriz Batha (ur. 28 marca 1992 w Gjirokastrze) – albański piłkarz, w latach 2012–2014 członek albańskiej reprezentacji U-21. Był także kapitanem klubu KF Tirana.